# Jong FC Utrecht
Jong FC Utrecht (celým názvem: Jong Football Club Utrecht) je nizozemský fotbalový klub, který sídlí v Utrechtu, jenž leží ve stejnojmenné provincii. Jedná se o rezervní tým FC Utrechtu. Založen byl v roce 1970. V letech 1992–2016 se mužstvo účastnilo nejvyšší soutěže pro rezervní týmy zvané Beloften Eredivisie. V této soutěži zvítězilo pouze v její poslední sezóně. Od sezóny 2016/17 působí v Eerste Divisie (2. nejvyšší soutěž).
Své domácí zápasy odehrává na stadionu Sportpark De Westmaat s kapacitou 2 300 diváků.

## Získané trofeje
- Beloften Eredivisie ( 1x )
  - 2015/16
- KNVB beker beloften ( 2x )
  - 1999/00, 2009/10

## Umístění v jednotlivých sezonách
Stručný přehled
Zdroj:
- 2016– : Eerste Divisie

Jednotlivé ročníky
Zdroj:
Legenda: Z - zápasy, V - výhry, R - remízy, P - porážky, VG - vstřelené góly, OG - obdržené góly, +/- - rozdíl skóre, B - body, červené podbarvení - sestup, zelené podbarvení - postup, fialové podbarvení - reorganizace, změna skupiny či soutěže
| Nizozemsko (2016 – ) |                |        |    |    |   |    |    |    |     |    |        |
| Sezóny               | Liga           | Úroveň | Z  | V  | R | P  | VG | OG | +/- | B  | Pozice |
| 2016/17              | Eerste Divisie | 2      | 38 | 10 | 7 | 21 | 50 | 71 | -21 | 37 | 18.    |
| 2017/18              | Eerste Divisie | 2      | 42 |    |   |    |    |    |     |    |        |